# Landtagswahlkreis Gütersloh I – Bielefeld III
Der Landtagswahlkreis Gütersloh I – Bielefeld III (Wahlkreis 94) ist ein Wahlkreis für die Landtagswahlen in Nordrhein-Westfalen. Er umfasst den Westen und den Norden der kreisfreien Stadt Bielefeld mit den Stadtbezirken Dornberg und Jöllenbeck sowie die Gemeinden Halle, Steinhagen, Versmold, Borgholzhausen und Werther aus dem Kreis Gütersloh. Der Wahlkreis ist zur Landtagswahl 2005 in dieser Form neu eingerichtet worden, da der Raum Bielefeld/Gütersloh einen Landtagswahlkreis verlor. Von 1980 bis 2005 besaßen die Stadt Bielefeld und der Kreis Gütersloh je drei Landtagswahlkreise.
Die Gütersloher Gemeinden gehörten bis zur Landtagswahl 2000 zum Landtagswahlkreis Gütersloh III. Dieser umfasst heute die Gemeinden Langenberg, Rheda-Wiedenbrück, Rietberg, Schloß Holte-Stukenbrock und Verl, was dem bisherigen Wahlkreis Gütersloh I von 1980 bis 2000 entspricht.
Der aufgelöste Landtagswahlkreis Bielefeld III umfasste die Stadtteile Brackwede, Gadderbaum, Senne, Sennestadt und Stieghorst.

## Landtagswahl 2022
| Direktkandidat       | Partei   | Erststimmen in % | Zweitstimmen in % |
| -------------------- | -------- | ---------------- | ----------------- |
| Mechthild Frentrup   | CDU      | 32,6             | 33,1              |
| Thorsten Klute       | SPD      | 34,4             | 27,7              |
| Romy Mamerow         | GRÜNE    | 17,9             | 20,6              |
| Martina Schneidereit | FDP      | 5,1              | 6,0               |
| Maic Gröppel         | AfD      | 4,5              | 4,7               |
| Meike Taeubig        | LINKE    | 2,3              | 2,2               |
| –                    | sonstige | 3,2              | 3,3               |

Der Wahlkreis wird im Landtag durch den direkt gewählten Wahlkreisabgeordneten Thorsten Klute (SPD) vertreten.

## Landtagswahl 2017
Von 94.052 Wahlberechtigten gaben 64.102 (68,2 %) ihre Stimme ab.
| Direktkandidat    | Partei   | Erststimmen in % | Zweitstimmen in % |
| ----------------- | -------- | ---------------- | ----------------- |
| Georg Fortmeier   | SPD      | 37,7             | 33,1              |
| Birgit Ernst      | CDU      | 37,4             | 31,1              |
| Thorsten Schmolke | GRÜNE    | 7,9              | 8,6               |
| Björn Kerbein     | FDP      | 9,2              | 12,5              |
| Sabine Klein      | PIRATEN  | 2,2              | 0,9               |
| Bernd Vollmer     | LINKE    | 5,7              | 5,0               |
| –                 | AfD      | –                | 5,9               |
| –                 | sonstige | –                | 3,0               |

Der Wahlkreis wurde im Landtag durch den direkt gewählten Wahlkreisabgeordneten Georg Fortmeier (SPD) vertreten. Der erst 2015 in den Landtag nachgerückte FDP-Abgeordnete Björn Kerbein hatte bei dieser Wahl lediglich im Wahlkreis, aber nicht auf der Landesliste, kandidiert, so dass sein Ausscheiden aus dem Parlament faktisch schon vor der Wahl feststand.

## Landtagswahl 2012
Von 94.300 Wahlberechtigten gaben 60.362 (64,0 %) ihre Stimme ab.
| Direktkandidat    | Partei   | Erststimmen in % | Zweitstimmen in % |
| ----------------- | -------- | ---------------- | ----------------- |
| Hendrik Schaefer  | CDU      | 32,4             | 25,8              |
| Georg Fortmeier   | SPD      | 42,4             | 39,8              |
| Thorsten Schmolke | GRÜNE    | 11,2             | 13,7              |
| Björn Kerbein     | FDP      | 4,5              | 8,8               |
| Marco Lehmann     | LINKE    | 2,7              | 2,5               |
| Peter Wussow      | PIRATEN  | 6,7              | 6,9               |
| –                 | sonstige | –                | 3,4               |

Bei der Landtagswahl 2012 direkt gewählter Abgeordneter ist Georg Fortmeier von der SPD. Der FDP-Kandidat Björn Kerbein rückte 2015 über die Landesliste seiner Partei für den ausgeschiedenen Abgeordneten Robert Orth nach.
Quellen: 

## Landtagswahl 2010
Dem Landtagswahlkreis 94 Gütersloh I - Bielefeld III gehörten die Städte und Gemeinden Borgholzhausen, Halle (Westf.), Steinhagen, Versmold und Werther (Westf.) des Kreises Gütersloh und die Stadtbezirke Dornberg und Jöllenbeck der kreisfreien Stadt Bielefeld an. Im Wahlkreis waren 94.168 Wahlberechtigte gemeldet von denen 58.917 (62,6 %) ihre Stimme abgaben.
| Direktkandidat    | Partei   | Erststimmen in % | Zweitstimmen in % |
| ----------------- | -------- | ---------------- | ----------------- |
| Günter Kozlowski  | CDU      | 36,6             | 33,2              |
| Georg Fortmeier   | SPD      | 40,8             | 35,7              |
| Thorsten Schmolke | GRÜNE    | 13,0             | 14,9              |
| Thomas Seidenberg | FDP      | 4,8              | 6,4               |
| Michael Pusch     | LINKE    | 5,1              | 5,3               |
|                   | Sonstige | -                | 4,4               |

Quellen: 

## Landtagswahl 2005
Dem Landtagswahlkreis 94 Gütersloh I - Bielefeld III gehörten die Städte und Gemeinden Borgholzhausen, Halle (Westf.), Steinhagen, Versmold und Werther (Westf.) des Kreises Gütersloh und die Stadtbezirke Dornberg und Jöllenbeck der kreisfreien Stadt Bielefeld an. Dem Landtagswahlkreis 94 Gütersloh I - Bielefeld III gehörten die Städte und Gemeinden Borgholzhausen, Halle (Westf.), Steinhagen, Versmold und Werther (Westf.) des Kreises Gütersloh und die Stadtbezirke Dornberg und Jöllenbeck der kreisfreien Stadt Bielefeld an. Im Wahlkreis waren 92.928 Wahlberechtigte gemeldet von denen 62.008 (66,7 %) ihre Stimme abgaben. Der direkt gewählte Wahlkreissieger Günter Kozlowski (CDU) verzichtete im Juni 2005 auf sein Mandat, da er als Staatssekretär in die Landesregierung von Nordrhein-Westfalen eintrat.
| Direktkandidat         | Partei         | Stimmen in % |
| ---------------------- | -------------- | ------------ |
| Ursula Bolte           | SPD            | 37,7         |
| Günter Kozlowski       | CDU            | 43,1         |
| Joachim Schultz-Tornau | FDP            | 5,9          |
| Helga Lange            | GRÜNE          | 8,6          |
| Tatjana Hellmig        | REP            | 0,4          |
| Fuat Akpinar           | PDS            | 0,6          |
| Timo Diemer            | NPD            | 0,8          |
| Andreas Görtz          | ödp            | 0,3          |
| Bruno Pellmann         | WASG           | 2,1          |
| Johannes Ziolkowski    | Einzelbewerber | 0,4          |

Quellen: 